# Друштво Мир
Мир је удружење Mакедонаца из околине Голог Брда у Републици Албанији. Председник овог друштва је Кимет Фетаху.